# Low Budget (album)
Low Budget è un album discografico del gruppo rock britannico The Kinks, pubblicato nel 1979 dall'Arista Records.

## Storia
Dopo un decennio trascorso a pubblicare concept album e canzoni nostalgiche in ricordo dei vecchi tempi, Low Budget segnò un nuovo corso per il gruppo iniziando a trattare temi d'attualità contemporanei dell'epoca quali l'inflazione, la disoccupazione (che fu particolarmente alta in Gran Bretagna nel periodo 1978-79), e la crisi energetica del '79. Brani come Catch Me Now I'm Falling, (Wish I Could Fly Like) Superman, Low Budget, e A Gallon of Gas, sono rappresentativi di queste tematiche. Inoltre, i Kinks registrarono Low Budget negli Stati Uniti e promossero il disco con un esteso giro di concerti in America. Molte delle canzoni presenti sul disco furono incluse anche sul doppio album dal vivo One for the Road, inciso tra il 1979 e il 1980 durante il tour di Low Budget.

## Accoglienza
Il disco si rivelò un importante successo commerciale per il gruppo, raggiungendo l'undicesima posizione in classifica negli Stati Uniti. Rappresentò una rinascita per i Kinks, sia in termini di vendite che di popolarità, specialmente negli Stati Uniti dove le sue sonorità hard rock colpirono il pubblico. In Gran Bretagna invece, come ormai consuetudine da tempo, l'album passò quasi del tutto inosservato senza nemmeno riuscire ad entrare in classifica.

## Tracce
- Tutti i brani sono opera di Ray Davies.

Lato 1
1. Attitude - 3:47
2. Catch Me Now I'm Falling - 5:58
3. Pressure - 2:27
4. National Health - 4:02
5. (Wish I Could Fly Like) Superman - 3:36

Lato 2
1. Low Budget - 3:50
2. In a Space - 3:44
3. Little Bit of Emotion - 4:51
4. A Gallon of Gas - 3:48
5. Misery - 2:57
6. Moving Pictures - 3:47

### Bonus track ristampa CD
1. A Gallon of Gas (versione singolo USA con una strofa aggiuntiva) - 3:52
2. Catch Me Now I'm Falling (versione originale estesa, precedentemente inedita) - 6:49
3. (Wish I Could Fly Like) Superman (disco mix versione estesa) - 5:59

## Formazione
- Ray Davies - chitarra, tastiere, voce
- Dave Davies - chitarra, cori
- Jim Rodford - basso, cori
- Mick Avory - batteria
- Nick Newall - sassofono